# Tinodes erato
Tinodes erato là một loài Trichoptera trong họ Psychomyiidae. Chúng phân bố ở miền Cổ bắc.